# Afonso Pena
Afonso Augusto Moreira Pena (Santa Bárbara, 30 de novembro de 1847 – Rio de Janeiro, 14 de junho de 1909) foi um advogado e político brasileiro. Foi o sexto presidente da República, de 1906 até sua morte. Iniciou sua carreira política durante o Império, exercendo vários cargos, incluindo de presidente de Minas Gerais, legislador, presidente do Banco da República e ministro de Estado.
Filho de um imigrante português, Pena obteve o bacharelado e doutorado em Direito pela Faculdade de Direito da USP. Exerceu advocacia em seu estado natal e foi eleito deputado provincial em 1874. Em 1878, foi eleito deputado geral, sendo reeleito nas eleições seguintes. Ainda durante o Império, foi ministro de Estado entre 1882 e 1885, comandando as pastas da Guerra, da Justiça, da Agricultura e dos Transportes.
Em 1892, Pena foi eleito presidente de Minas Gerais. Durante seu mandato, mudou a capital estadual de Ouro Preto para Belo Horizonte e fundou a Faculdade Livre de Direito. Em 1903, foi nomeado vice-presidente da República e, na eleição de 1906, elegeu-se presidente com quase a totalidade dos votos. Como presidente, viabilizou o intercâmbio de diferentes unidades monetárias, expandiu o sistema ferroviário e interligou a Amazônia ao Rio de Janeiro pelo fio telegráfico. Morreu no exercício do cargo, em 1909, sendo sucedido por Nilo Peçanha.

## Família e educação

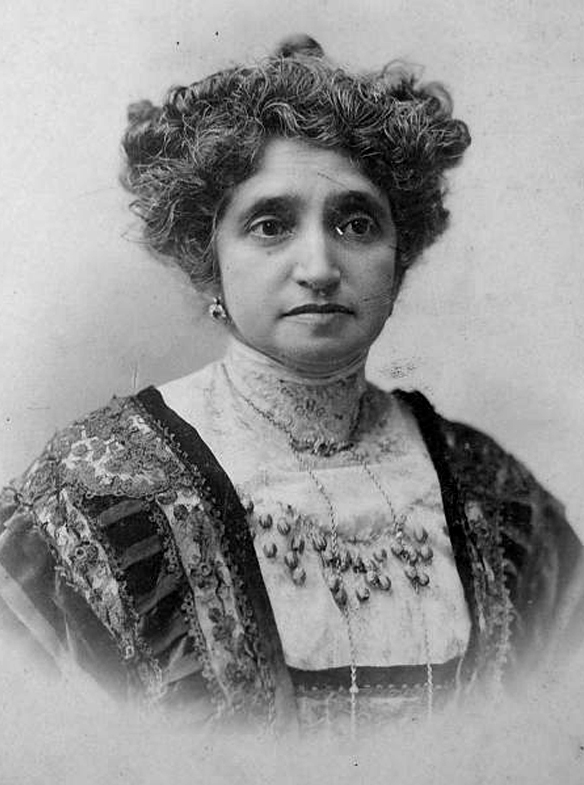
Maria Guilhermina, esposa de Pena

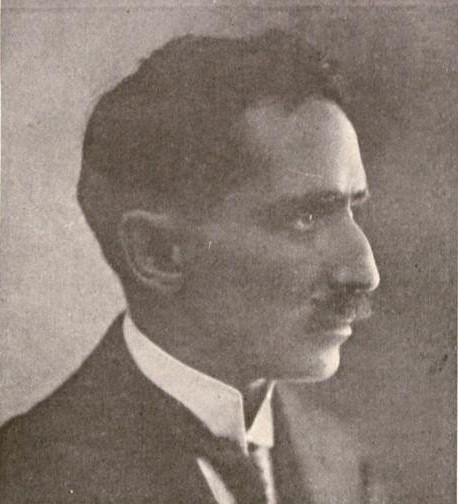
Um de seus filhos, Afonso Júnior

Natural de Santa Bárbara, Pena era filho de Domingos José Teixeira Penna e de Anna Moreira Teixeira Penna. Seu pai era natural de São Salvador da Ribeira de Pena, Portugal e no novo país era proprietário de terras e de uma lavra de ouro, trabalhando como minerador. Seus proventos eram suficientes para fornecer à família um padrão de vida descrito como "cômodo". Sua mãe provinha de uma influente família na política de Santa Bárbara. Quando criança, era protegido pela ama Ambrosina, uma escrava. De acordo com José Anchieta da Silva, um de seus biógrafos, Pena era um abolicionista precoce que lutou por melhores condições de trabalho para os escravos de seu pai. Sua avó paterna, Maria José dos Prazeres Machado Pena, foi uma portuguesa que viveu 113 anos.
Pena completou os estudos primários em sua cidade natal, transferindo-se em 1857 para o Colégio do Caraça, mantido pelos padres lazaristas. No educandário, teve em seu currículo aulas de francês, inglês e retórica. Em 1866, mudou-se para a cidade de São Paulo, de modo a estudar na Faculdade de Direito. Durante o curso, foi colega de Rui Barbosa, Joaquim Nabuco, Castro Alves e Rodrigues Alves. Com este último fundou o periódico Imprensa Acadêmica, focado a debater assuntos acadêmicos e políticos. Diplomou-se bacharel em Direito em 23 de outubro de 1870. No ano seguinte, tornou-se doutor pela mesma instituição, defendendo a tese Letra de Câmbio. Após recusar convite para lecionar em sua alma mater, retornou para Minas, onde fundou seu próprio escritório de advocacia.
Em 1875, Pena casou-se com Maria Guilhermina de Oliveira, filha de Belisário Augusto de Oliveira Pena, o Visconde de Carandaí, e descendente de Honório Hermeto Carneiro Leão, o Marquês de Paraná. O casal teve doze filhos juntos: Maria da Conceição, Afonso Júnior, Otávio, Álvaro, Salvador, Albertina, Maria Guilhermina, Alexandre Moreira, Manuel, Regina Alexandre, Dora e Olga. Afonso Júnior foi ministro da Justiça e Negócios Interiores do presidente Artur Bernardes e membro da Academia Brasileira de Letras.

## Carreira política

### Parlamentar e ministro de Estado; 1870 até 1892

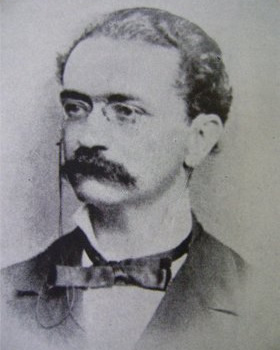
Pena quando jovem

Enquanto estudante de Direito, Pena era simpático à monarquia, tendo se recusado a assinar o Manifesto Republicano de 1870. Católico fervoroso, defendia a abolição da escravatura. Após a faculdade, exerceu a advocacia em Santa Bárbara e mais tarde em Barbacena, onde ficou conhecido por advogar em defesa de escravos. Em 1874, foi eleito deputado provincial pelo Partido Liberal. Em 1878, elegeu-se deputado geral. Sua carreira política contou, inicialmente, com o patrocínio de Martinho de Campos e Afonso Celso, que o ajudaram em sua ascensão no Partido Liberal.
Pena foi reeleito para a Câmara dos Deputados e ali se manteve até 1889. Neste período, defendeu o aumento do número de cidadãos aptos a votar, a partir da redução das exigências para tal. Em 1882, iniciou sua experiência em cargos executivos, como Ministro da Guerra no gabinete do primeiro-ministro Martinho de Campos. Nos anos seguintes, foi ministro da Agricultura, Comércio e Obras Públicas (1883 a 1884) e Interior e Justiça (1885). Embora tenha votado a favor da Lei Áurea, sua projeção nacional o fez abandonar seu ideal abolicionista da juventude, uma vez que se preocupava com os impactos econômicos do abolicionismo e buscava ser fiel ao seu partido. Em 1888, foi designado membro do Conselho de Estado.

### Presidente de Minas Gerais e caminho até a presidência; 1892 até 1906
Pena pensou em abandonar a política com a Proclamação da República para retomar seus projetos pessoais, nomeadamente a advocacia e o magistério. No entanto, acabou por adotar uma "aceitação resignada" ao regime estabelecido, sendo eleito para a Assembleia Constituinte de Minas Gerais, como senador estadual. Em 1892, candidatou-se a presidente de Minas Gerais, em chapa única apoiada por todos os partidos. Era a primeira eleição direta para o cargo, e Pena foi eleito com 48 mil votos.
Como governador, Pena opôs-se ao presidente Floriano Peixoto e abrigou no estado seus opositores. Em 1893, obteve a aprovação da lei de sua autoria que fundou a cidade de Belo Horizonte, no lugar de Curral Del Rey, para servir como capital estadual que, na época, era Ouro Preto. Em 1892, foi um dos fundadores da Faculdade Livre de Direito, sendo também um de seus diretores.
Pena deixou o governo de Minas em 1894, sendo sucedido por Bias Fortes. Em 1895, foi nomeado pelo presidente Prudente de Morais para comandar o Banco da República, o atual Banco do Brasil. Era, à época, a principal instituição bancária brasileira. Manteve-se como presidente do banco até 1898. Em 1900, exerceu o cargo de presidente do Conselho Deliberativo de Belo Horizonte, com funções análogas à posteriormente estabelecida Câmara de Vereadores. Paralelamente, retornou ao Senado estadual, integrando a casa até 1902.
Em 1903, Pena foi nomeado vice-presidente da República pelo presidente Rodrigues Alves, em virtude da morte de Silviano Brandão, vice-presidente eleito. O vice-presidente exercia, cumulativamente, o cargo de presidente do Senado Federal. Na eleição de 1906, foi o candidato à presidência da República pela coligação O Bloco, formada pelos estados de Minas Gerais, Rio Grande do Sul, Bahia e Rio de Janeiro. Pena derrotou facilmente seus opositores, o governador Lauro Sodré e o senador Rui Barbosa, obtendo 288 285 votos, ou 97,92% dos votos válidos. O senador Nilo Peçanha, da mesma chapa, foi eleito vice-presidente com 92,96% dos votos.

### Presidente da República; 1906 a 1909

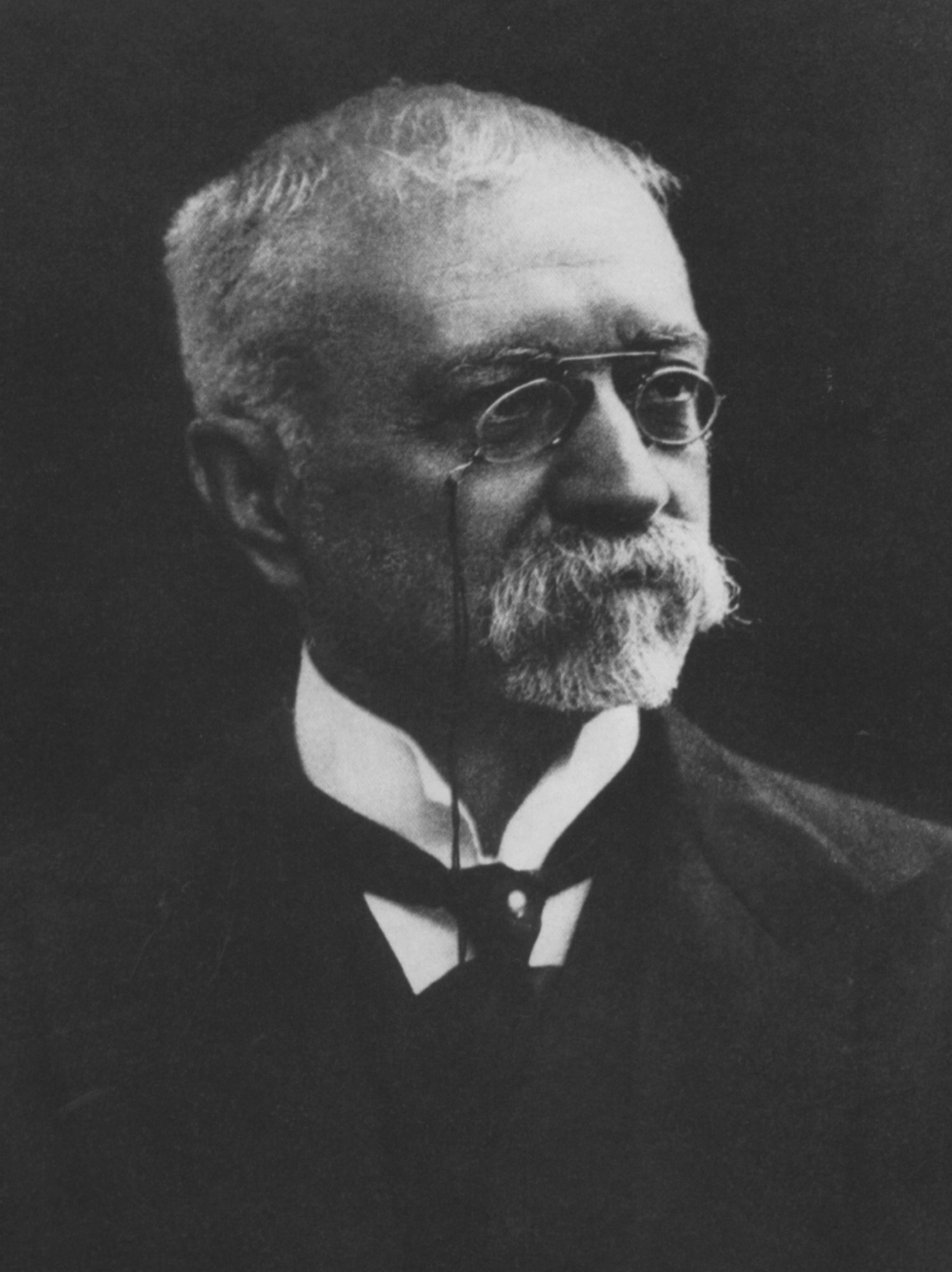
Pena em ca 1906

Antes de ser empossado, Pena percorreu o país, viajando por mais de 21 mil quilômetros e visitando dezoito capitais. Tornou-se o sexto presidente da República em 15 de novembro de 1906. Apesar de ter sido eleito com base na chamada política do café com leite, realizou uma administração que não se prendeu de tudo a interesses regionais. Incentivou a criação de ferrovias, e interligou a Amazônia ao Rio de Janeiro pelo fio telegráfico, por meio da expedição de Cândido Rondon.
Em 1906, o governo Pena adotou o padrão ouro, criando a Caixa de Conversão, fixando o câmbio à Libra, no valor de 1 mil-réis para 15 pence. Fez a primeira compra estatal de estoques de café, em vigor na República Velha, transferindo, assim, os encargos da valorização do café para o Governo Federal, que antes era praticada regionalmente, apenas por São Paulo, Minas Gerais e Rio de Janeiro, que haviam assinado o Convênio de Taubaté. Essas medidas implicariam, mais tarde, em um período de grande prosperidade e controle inflacionário, interrompido com o advento da Primeira Guerra Mundial.
O governo Pena modernizou o Exército e a Marinha por meio do general Hermes da Fonseca, e incentivou a imigração. Seu lema era "governar é povoar", posteriormente absorvido e ampliado pelo presidente Washington Luís, que declarou: "Governar é povoar; mas, não se povoa sem se abrir estradas, e de todas as espécies; Governar é pois, fazer estradas".

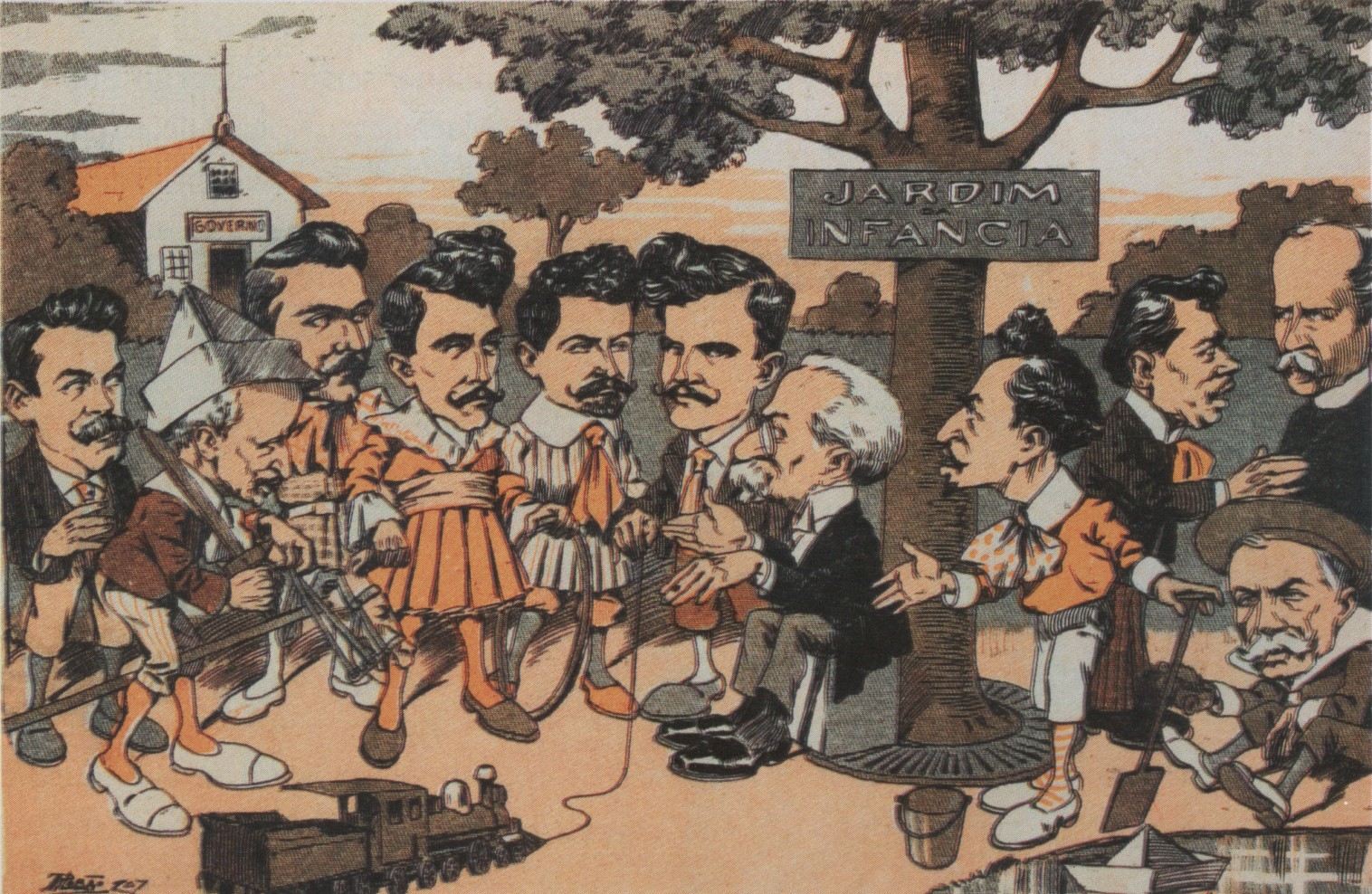
Na caricatura de O Malho, Pena é criticado por ter jovens em sua equipe

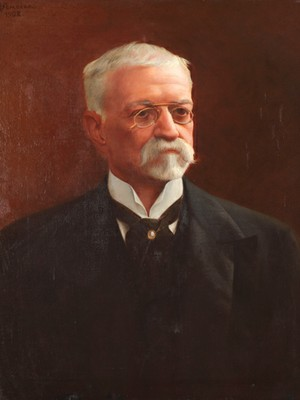
Retrato do presidente Pena

Os ministérios durante a presidência de Pena eram ocupados por políticos jovens e que respeitavam muito a autoridade dele. Estes jovens receberam a alcunha de Jardim da Infância. Chegou mesmo a declarar, em carta a Rui Barbosa, que a função dos ministros era executar seu pensamento: "Na distribuição das pastas não me preocupei com a política, pois essa direção me cabe, segundo as boas normas do regime. Os ministros executarão meu pensamento. Quem faz a política sou eu."
O presidente Pena incentivou grandemente a construção de ferrovias, destacando-se a construção da Estrada de Ferro Noroeste do Brasil e da ligação das ferrovias paulistas com as paranaenses, permitindo-se, pela primeira vez, a ligação do sudeste do Brasil com o sul do Brasil por trem. Pena ainda modernizou as capitais e os portos brasileiros.
Em virtude de seu afastamento dos interesses tradicionais das oligarquias, na chamada República oligárquica, Pena enfrentou uma crise por ocasião da sua sucessão. David Morethson Campista, indicado pelo presidente, foi rejeitado pelos grupos de apoio a Hermes da Fonseca (principalmente por Pinheiro Machado, o mais influente congressista daquela época). O presidente tentou indicar os nomes de Campos Sales e Rodrigues Alves, sem sucesso. Em meio a tudo isso, iniciou-se também a campanha civilista, lançada por Rui Barbosa.

#### Gabinete
A composição do governo Afonso Pena foi:
Órgãos da presidência
| Órgão                                  | Nome                              | Período                | Período               |
| Órgão                                  | Nome                              | Início                 | Fim                   |
| -------------------------------------- | --------------------------------- | ---------------------- | --------------------- |
| Vice-presidência                       | Nilo Peçanha                      | 15 de novembro de 1906 | 14 de junho de 1909   |
| Secretaria da Presidência da República | Rodrigues Alves                   | 15 de novembro de 1906 | 8 de dezembro de 1906 |
| Secretaria da Presidência da República | Edmundo da Veiga                  | 8 de dezembro de 1906  | 14 de junho de 1909   |
| Consultoria Geral da República         | Tristão de Alencar Araripe Júnior | 15 de novembro de 1906 | 14 de junho de 1909   |

Ministérios
| Ministério                                       | Ministro(s)                                              | Período                | Período                |
| Ministério                                       | Ministro(s)                                              | Início                 | Fim                    |
| ------------------------------------------------ | -------------------------------------------------------- | ---------------------- | ---------------------- |
| Ministério da Justiça e Negócios Interiores      | Augusto Tavares de Lira                                  | 15 de novembro de 1906 | 14 de junho de 1909    |
| Ministério da Marinha                            | Alexandrino Faria de Alencar                             | 15 de novembro de 1906 | 14 de junho de 1909    |
| Ministério da Guerra                             | marechal Hermes da Fonseca                               | 15 de novembro de 1906 | 27 de maio de 1909     |
| Ministério da Guerra                             | general-de-divisão Luís Mendes de Morais (interino)      | 27 de maio de 1909     | 14 de junho de 1909    |
| Ministério das Relações Exteriores               | José Maria da Silva Paranhos Júnior, barão do Rio Branco | 15 de novembro de 1906 | 14 de junho de 1909    |
| Ministério da Fazenda                            | David Morethson Campista                                 | 15 de novembro de 1906 | 14 de junho de 1909    |
| Ministério da Indústria, Viação e Obras Públicas | Miguel Calmon du Pin e Almeida                           | 15 de novembro de 1906 | 29 de dezembro de 1906 |
| Ministério da Viação e Obras Públicas            | Miguel Calmon du Pin e Almeida                           | 29 de dezembro de 1906 | 14 de junho de 1909    |

## Morte

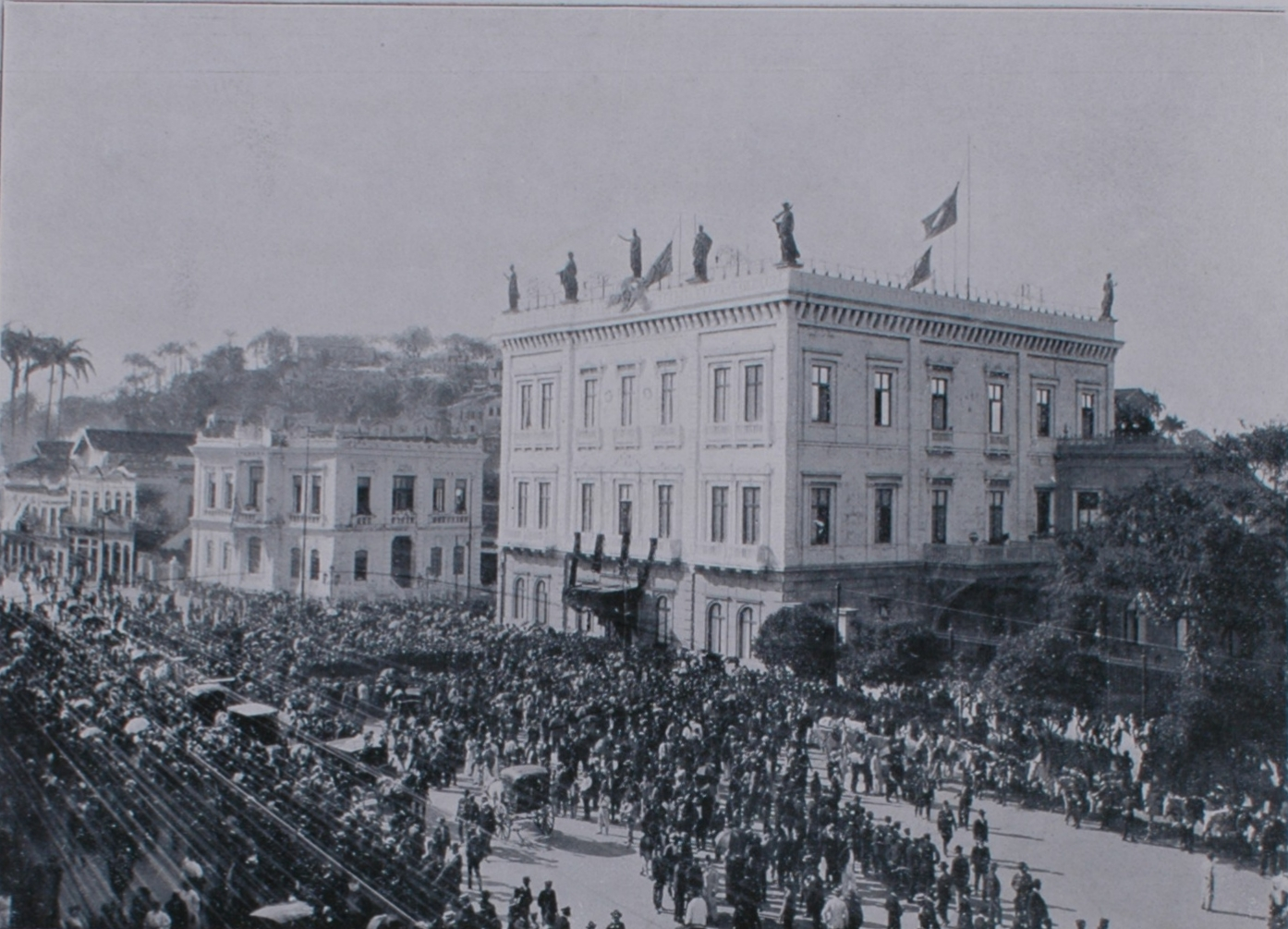
Palácio do Catete durante o velório de Afonso Pena

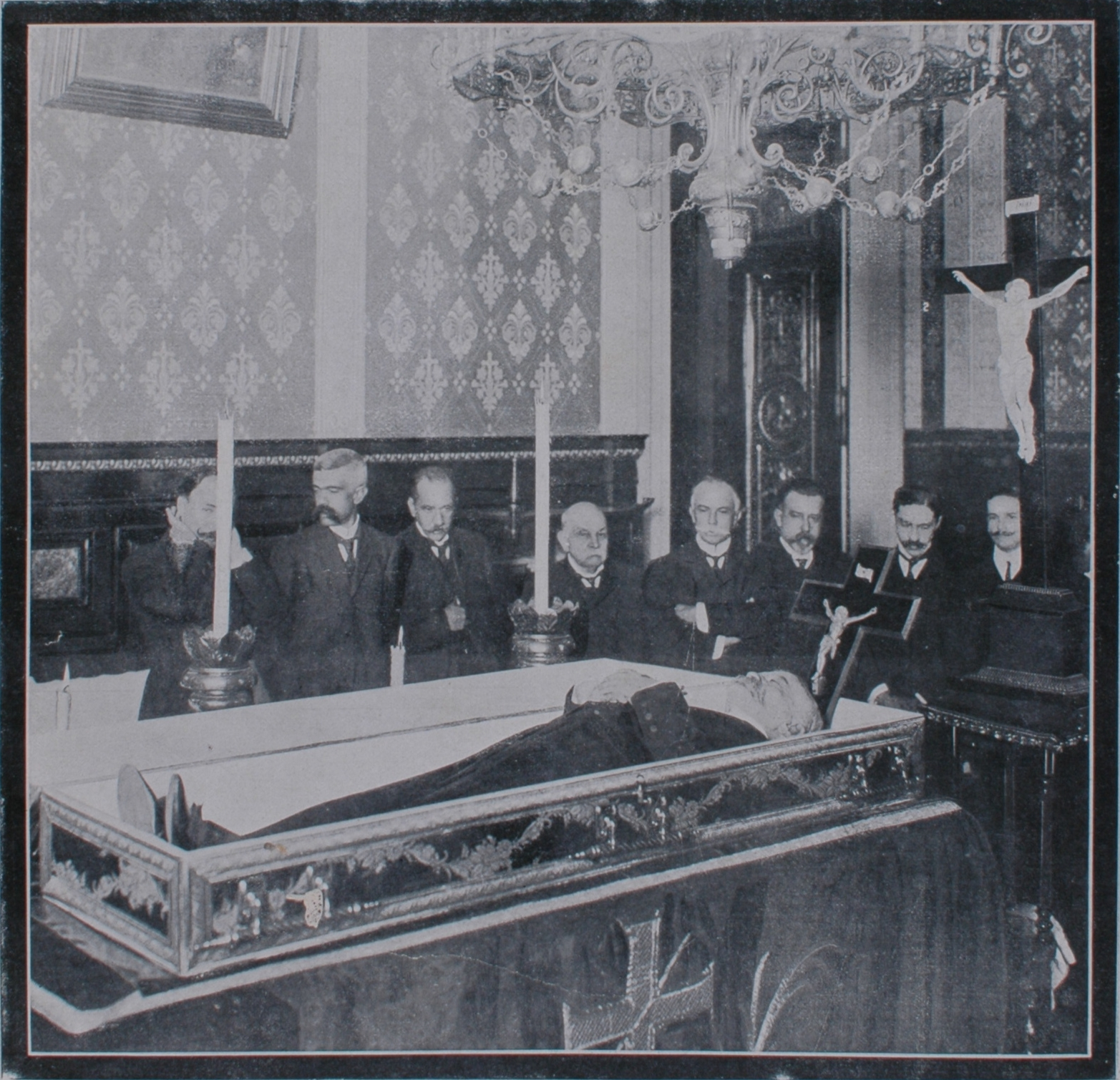
Velório de Afonso Pena no Palácio do Catete

Em 14 de junho de 1909, Pena faleceu no Palácio do Catete devido a uma forte pneumonia, cujos sintomas iniciaram-se no mês anterior. Especulou-se que sua morte teria como causa um "traumatismo moral" por conta da morte recente de seu filho Álvaro e pela crise sucessória. Seu velório foi realizado no palácio do governo e, em 16 de junho, o corpo foi sepultado no Cemitério de São João Batista. Nilo Peçanha foi imediatamente empossado como presidente.

## Homenagens

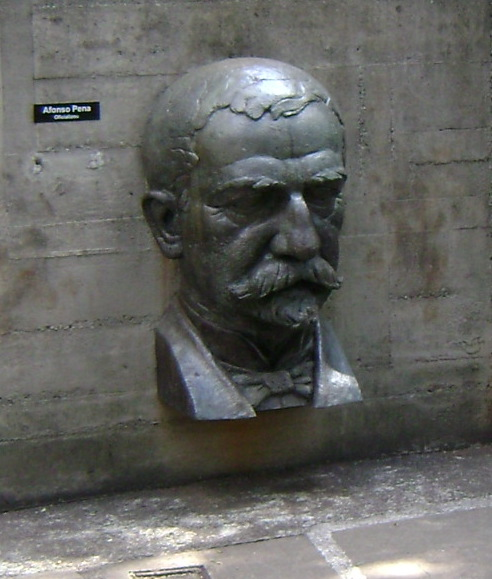
Estátua do Presidente Pena em Belo Horizonte, Minas Gerais

Pena foi homenageado dando seu nome à cidade de Penápolis, à cidade de Conselheiro Pena, ao Centro Acadêmico da Faculdade de Direito da Universidade Federal de Minas Gerais, o CAAP (Centro Acadêmico Afonso Pena). Por ter sido seu fundador e primeiro diretor, a própria Faculdade é até hoje chamada carinhosamente de Vetusta Casa de Afonso Pena por seus alunos, ex-alunos, professores e funcionários, além de toda a comunidade acadêmica e jurídica que com ela interage.
Em Belo Horizonte, Pena dá seu nome à avenida mais importante da cidade. De igual modo, em Campo Grande, Mato Grosso do Sul, seu nome figura na principal avenida. Também empresta seu nome a uma importante avenida em Porto Velho, Rondônia. É também homenageado em São José dos Pinhais, Paraná indiretamente  dando nome ao principal aeroporto da cidade, o Aeroporto Internacional Afonso Pena.

### De volta às origens
Em 13 de fevereiro de 2009, chegaram à histórica cidade de Santa Bárbara o mausoléu e os restos mortais do ex-presidente Pena para o Memorial Afonso Pena. O traslado partiu do Cemitério de São João Batista, no Rio de Janeiro, para o casarão onde ele nasceu.
O monumento onde estavam os restos mortais de Pena, no Rio, foi inaugurado em 1912. Foi provavelmente esculpido na Itália, sendo construído em mármore de Carrara por José Maria Oscar Rodolfo Bernardelli, artista mexicano radicado no Brasil no fim do século XIX. A figura, uma mulher chorando sobre a lápide de três toneladas, representa a Pátria. O estilo do mausoléu é eclético, misturando neoclássico e art-nouveau.